# 荒尾秀就
荒尾 秀就（あらお ひでなり）は、江戸時代前期の鳥取藩家老。倉吉荒尾家3代。

## 生涯
慶安4年（1651年）、鳥取藩家老荒尾嵩就の三男として生まれる。
寛文2年（1662年）、父嵩就の隠居により兄宣就が家督相続すると、その養子となり藩主池田光仲に御目見する。天和3年（1683年）5月、宣就の死去により家督相続し、倉吉荒尾家当主となる。
貞享2年（1685年）3月、御職家老（執政家老）となる。元禄8年（1695年）、男子のいない藩主池田綱清の後継者として、その甥の吉泰を養子に迎える。継嗣決定に当たっては、当初、藩主綱清が希望する弟清定に内定していたが、清定は側室の出生で、光仲正室で綱清の母・芳心院（徳川頼宣の娘）の子ではなかったため、家老の秀就と芳心院、実家の紀州徳川家、芳心院の産んだ綱清の弟仲澄が協力して、仲澄の長男長吉（吉泰）に継嗣を変更することに成功した。この件に不満を持った綱清は、元禄13年（1700年）、病を理由に隠居した。吉泰が藩主となると、擁立の功労者として藩政を主導した。
元禄9年（1696年）、御蔵奉行米村広治を西伯三郡の奥引奉行に抜擢し、定免制（請免制）を導入して藩財政の建て直しを図る。享保元年（1716年）、病身であった嫡男常就の養子に分家荒尾重就の嫡男の豊就を迎える。享保2年（1717年）、屋敷に一揆勢の強訴を受け、藩は2700石の救米の給付を行うことで一揆の沈静化を図った。享保3年（1718年）4月、常就が33歳で没したため、養孫豊就を養子とする。享保10年（1725年）6月、志摩を美作と改名、豊就も右近を志摩と改名した。享保11年（1726年）4月、豊就が27歳で早世し、分家重就が養子とした勝就を同年8月に養子に迎えた。
享保13年（1728年）4月3日死去。享年77。